# Ahmed al-Senussi
Ahmed Al-Zubair al-Senussi, também conhecido como Zubeir Ahmed El-Sharif, (em árabe: أحمد الزبير الشريف, nascido em 1934) é um membro da casa Senussi e foi membro do Conselho Nacional de Transição representando os prisioneiros políticos.
Em 6 de março de 2012, Ahmed al-Senussi foi anunciado como o líder do autodeclarado Conselho Cirenaico de Transição. 

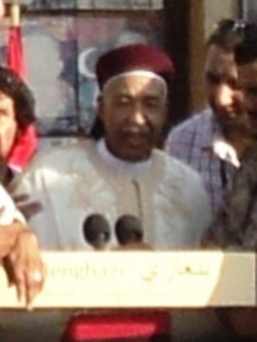
Ahmed al-Senussi